# 银联购物卡
银联购物卡是一种符合银联标准的购物卡，所以该卡区别传统购物卡就没有地域或指定商家的限制，该卡可以在全球任何有银联标识的刷卡机上刷卡消费，大大提高了卡片的使用范围，使得卡内资金可以更有效的使用。银联购物卡不记名，不挂失，不可取现。